# Среднеобская низменность
Среднео́бская низменность — низменность на территории Ханты-Мансийского автономного округа.

## География

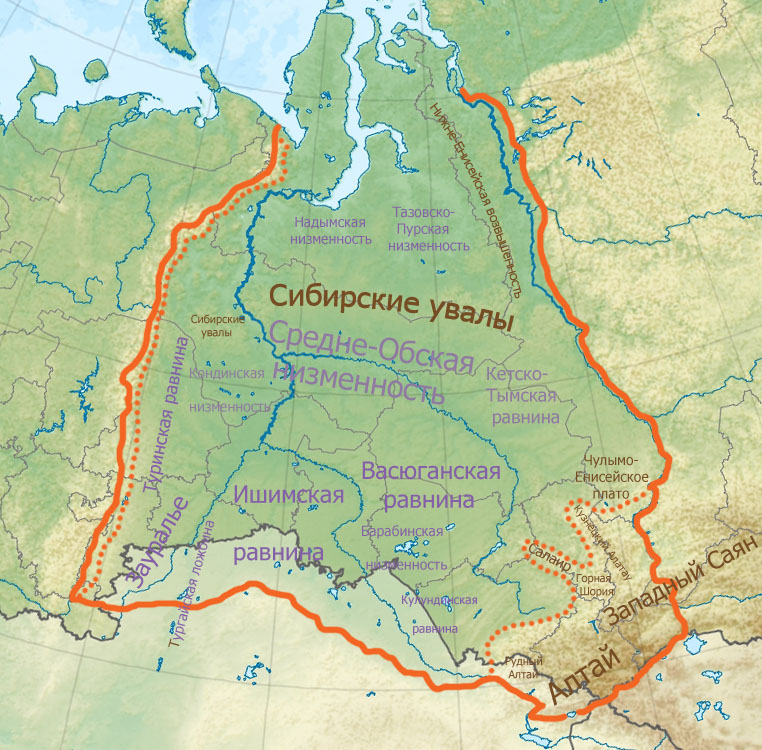

Расположена в центральной части Западно-Сибирской равнины, в районе участка широтного течения Оби. Густая речная сеть представлена Обью и её притоками — Вахом, Ватинским Ёганом, Ермаковским Ёганом, Кулъёганом и другими. Крупнейшее озеро в низменности — Самотлор, также рядом расположены Белое и Кымылэмтор. Под Самотлором находится крупнейшее в России нефтяное месторождение.
На севере ограничена Сибирскими Увалами, восточнее расположена Кетско-Тымская равнина, южнее — Васюганская равнина, западнее — Кондинская низменность.
На севере включает Аганский Увал, в центральной части — Сургутскую низину.
Наряду с Кондинской, является самой низкой частью и самой влажной низменностью Западно-Сибирской равнины.